# Zenei kulcsok

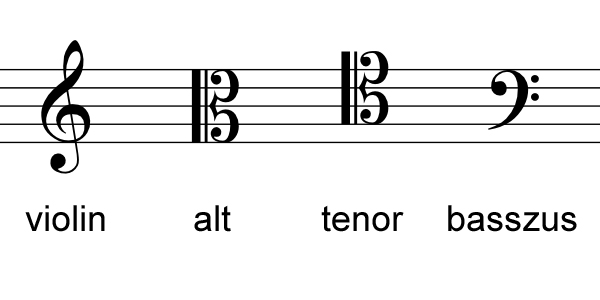
A mai zenei gyakorlatban használt négy kulcs

A zenei kulcsok azok az eredetileg hangnevet jelölő betűk, ma pedig az e betűkből kialakult jelek, melyek a hangmagasság rendjét határozzák meg a zenei hangok lejegyzésére szolgáló vonalrendszerben. Régebben számos kulcs volt használatban, melyek használatát Arezzói Guidó itáliai bencés szerzetes egységesítette 1025 körül – mára azonban számuk a zenei gyakorlatban négyre csökkent, ezek közül is túlnyomórészt csak a violinkulcs és a basszuskulcs használatos.

## A kulcsok jelei és pozíciói
| A g-kulcsok jele | A c-kulcsok jele | Az f-kulcsok jele |
| ---------------- | ---------------- | ----------------- |
|                  |                  |                   |

Minden kulcsnak két meghatározó jellemzője van: az egyik a kulcs jelének formája, a másik a jelnek a vonalrendszeren elfoglalt helyzete.
- A kulcsok három különböző zenei hangot szimbolizálnak: g' (egyvonalas g), c' (egyvonalas c) és f (kis f). E három hangnak három különböző formájú jel felel meg, a kulcsokat így jelüktől-hangjuktól függően három családba soroljuk: g-, c- és f-kulcsok (a hangok oktávfekvés-jelzése gyakran elmarad).
- Az egyes családokon belül a kulcsokat a jel vonalrendszeren elfoglalt függőleges pozíciója, tehát a szimbolizált hangnak a vonalrendszeren elfoglalt helye különbözteti meg. A kulcsok elvben az öt vonal bármelyikére helyezhetőek.

Az ötvonalas rendszerben a három jel öt pozícióban összesen tizenötféle kulcsot határozhatna meg. Az évezredes európai zenei gyakorlatban azonban csak kilencféle kulcsot használtak rendszeresen, a többit az átfedések miatt soha, vagy csak nagyon ritkán. Például a g-kulcs előfordult a harmadik vonalon, ez a c-szopránkulccsal egyenlő; vagy a c-kulcs az ötödik vonalon, ez viszont az f-baritonkulccsal egyenlő. A kilenc kulcs olyan sorozatot alkotott, melyben az c" hang a második alsó pótvonaltól a második felső pótvonalig minden vonalon előfordult.
| A zenei kulcsok összehasonlítása: minden hangjegy az c' helyét jelzi |
| -------------------------------------------------------------------- |
|                                                                      |

## G-kulcsok

### Francia hegedűkulcs
Az g' hangot az első, legalsó vonalra helyezi, így az c' (ábrán) a második alsó pótvonalra kerül. Ma már nem használatos. Nevét onnan kapta, hogy a XVII-XVIII. században elsősorban francia kiadású kottákban fordult elő. Furulya- és magas hegedűszólamokban Lully és Bach is alkalmazta (utóbbi például a 4., illetve az 1. brandenburgi versenyben). E kulcs esetében a hangok-vonalak megfeleltetése a basszuskulcséval azonos, de két oktávval magasabban.

### Violinkulcs
A g' hangot a második vonalra helyezi, így az c' hang (ábrán) az első alsó pótvonalra kerül. A még használatban lévő egyetlen g-kulcs, ezért a „g-kulcs” megnevezés alatt általában ezt a kulcsot értjük. A legismertebb és leggyakoribb kulcsnak tekinthető. Formája annyira közismert, hogy gyakran a zene generális szimbólumaként tekintenek rá szerte a világon.
Ma a vokális szoprán, mezzoszoprán, alt, kontraalt és tenor szólamok, a hangszerek között a hegedű, a teljes fuvola-, oboa-, klarinét- és szaxofon-család, a trombita, a gitár, a xilofon és a legtöbb más magas hangú hangolt ütőhangszer kizárólagos kulcsa, továbbá a brácsa, a kürt, a hárfa, a vibrafon és a marimba magasabb fekvéseinek, a gordonka legmagasabb hangjainak, illetve a zongora és a legtöbb billentyűs hangszer jobbkéz-szólamának kulcsa. A nagybőgő és a fagott extrém magas hangjait is violinkulcsban jegyzik. Az énekszólamok közül a tenor, a fúvóshangszereknek pedig nagy többsége a kottaképhez képest valamilyen módon transzponál.
A kulcsok közötti primátusát jelzi, hogy a XX. század első felében zeneszerzők és teoretikusok (többek között Franz Dubitzky, Hermann Stephani és Fritz Müller-Rehrmann) „egységes partitúra” (Einheitspartitur) elnevezéssel az összes többi kulcs megszüntetését javasolták, így minden hangszert kizárólag violinkulcsban – a törzshangok szerint (c-ben), megfelelő oktávtranszpozíciókkal – jegyeztek volna le. Ez az elképzelés azonban a zenei gyakorlatban nem terjedt el.
Régebben a tradicionális fúvószenekarokban minden hangszer szólamát - még a legmélyebb tubáét is - violinkulcsban (a legtöbb hangszer esetében transzponálva) jegyezték le. Ennek oka, hogy az igen változó létszámú és hangszerkészletű amatőr együttesekben (főként vasutas-, bányász- és tűzoltózenekarok) a legtöbb zenésznek több hangszeren is kellett tudnia játszani, így ha a muzsikus hangszert váltott, nem kellett a kulcsváltásból adó kottaolvasási nehézségekkel, illetve a többi kulcs megtanulásával törődnie. Ez különösen a szárnykürt-család hangszereinek esetében volt hasznos, mivel e hangszerek játéktechnikája (fogások) csaknem azonos.

## C-kulcsok

### Szopránkulcs
Más néven diszkantkulcs. Az c' hangot (ábrán) az első, legalsó vonalra helyezi. Ma már nem használatos. Korábban vokális szopránszólamokat, illetve a ma már nem használt szopránharsona szólamát jegyezték e kulcsban.

### Mezzoszopránkulcs
A c' hangot (ábrán) a második vonalra helyezi. Ma már nem használatos. Korábban az énekelt mezzoszopránszólamokat jegyezték e kulcsban.

### Altkulcs
Más néven brácsakulcs. Az c' hangot (ábrán) a harmadik, középső vonalra helyezi. Ma gyakorlatilag csak a brácsa szólamát jegyzik e kulcsban. Korábban a viola da gamba és az altharsona, illetve ritkán az oboa és a fekvésnek megfelelő hangterjedelmű furulyák szólamainak lejegyzéséhez is használták. Az orosz zenekari gyakorlat a mai napig hagyományosan altkulcsban jegyzi az első harsona szólamát, annak ellenére, hogy e szólamot ma már nem alt-, hanem tenorharsonán játsszák. Számos orgonadarabban ezzel jegyzik a bal kéz szólamát (Brahms, Bach).

### Tenorkulcs
Az c' hangot (ábrán) a negyedik vonalra helyezi. A tenorharsona szólamát, a mélyebb harsonák, a fagott, a cselló és a nagybőgő szólamának magasabb részeit jegyzik benne. Korábban a vokális tenor szólamát jegyezték benne, azonban ezt az 1900-as évektől kezdve egyre inkább violinkulcsban (oktávtranszponálással lefelé) írják.

## F-kulcsok

### baritonkulcs
Az f hangot a harmadik, középső vonalra helyezi, így az c' hang (ábrán) az ötödik, legfelső vonalra kerül. Ma már nem használatos. Korábban az énekelt baritonszólamokat jegyezték e kulcsban.

### basszuskulcs
Az f hangot a negyedik vonalra helyezi, így az c' hang (ábrán) az első felső pótvonalra kerül. A még használatban lévő egyetlen f-kulcs, ezért az „f-kulcs” megnevezés alatt általában ezt a kulcsot értjük. A violinkulcs után a második legismertebb és leggyakoribb kulcsnak tekinthető.
A mai napig elsősorban a vokális basszusszólamokat jegyzik e kulccsal, a XVIII. századtól pedig a baritonét is. A tuba, a kontrafagott és az üstdob kizárólagos kulcsa, a cselló, a nagybőgő, a basszusharsona, a basszusgitár és a fagott leggyakrabban használt kulcsa, a kürt, a hárfa, a vibrafon és a marimba alsóbb fekvéseinek kulcsa, a billentyűs hangszerek nagy többsége balkéz-szólamának, továbbá az orgona pedálszólamának kulcsa. Az említett hangszerek közül kontrafagotton, (kontrabasszus)tubán és nagybőgőn (ugyanígy a vele azonos hangolású basszusgitáron) az oktáv-transzpozíció külön jelzése nélkül is az írottnál egy oktávval mélyebb hangok játszandók.

### szubbasszuskulcs
Az f hangot az ötödik, legfelső vonalra helyezi, így az c' hang (ábrán) felülről a második pótvonalra kerül. Ma már nem használatos. Korábban a mélyebb vokális basszusszólamokat jegyezték e kulcsban. E kulcs esetében a hangok-vonalak megfeleltetése a violinkulcséval azonos, de két oktávval mélyebben.

## Különleges kulcsok, egyéb jellegzetességek

### Tabulatúrakulcs
A gitár, a lant és egyes más pengetett hangszerek notációja a vonalrendszer egy különleges változatát használja, a tabulatúrát. Itt a vonalak nem hangoknak, hanem a hangszer húrjainak felelnek meg (az ábrán például az öt húrnak öt vonal).

### Ütőkulcsok
A hangolt ütőhangszereket a hangterjedelmüknek megfelelően violin- és/vagy basszuskulcsban jegyzik (például xilofon, illetve üstdob). A hangolatlan ütőhangszereknek (például kisdob, nagydob, triangulum, cintányér) nincs szükségük sem az ötvonalas vonalrendszer precíz hangjelölésére, sem az ehhez nélkülözhetetlen zenei kulcsokra. Ezért a hangszerenként egy-három vonalra illetve (egyre ritkábban) az ötvonalas vonalrendszerbe (ekkor általában egy-egy vonalnak illetve vonalköznek egy-egy hangszer felel meg) írt ütők kottasorainak elején ezért úgynevezett ütőkulcs áll, melynek többféle formája van (az ábrán a két leggyakoribb). Az ütőkulcsokat semleges kulcsnak is nevezik, mivel olykor nemcsak ütőhangszerek, hanem ütőhangszerként alkalmazott más hangszerek, illetve tárgyak keltette zörejek lejegyzésekor is ezek használatosak. 

### Transzponáló kulcsok
A különleges hangolású hangszerek nem a kottakép szerinti hangokat, hanem annak hangjegyeit felfelé vagy lefelé, egységesen adott hangközzel „eltolva”, más szóval transzponálva szólaltatják meg. Ennek önmagában a kulcsok használatára hatása nincsen. (E hangszerek egyébként mind violin- vagy basszuskulcsot használnak.)
Van azonban a transzponálásnak két kitüntetett esete: amikor a hangszer egy tiszta oktávval szól feljebb illetve lejjebb. Ekkor gyakran a kulcson jelzik a transzponálást, annak irányától függően szorosan a kulcs fölé, illetve alá írt kis, nyolcas számjeggyel. A leggyakoribb néhány ilyen hangszer, például a kisfuvola (violinkulcs, felfelé) és a nagybőgő (basszuskulcs, lefelé) esetében a számjegyeket – a transzponálás tényét magától értetődőnek véve – ki sem írják.
A vokális tenor szólamát is oktávval lefelé transzponálva, az alján kis nyolcassal kiegészített violinkulcsban jegyzik. Régebben ezt dupla violinkulccsal is jelölték (jobb oldali ábra, az c' hanggal).

### Kulcsok kombinálása
Egyes többszólamú (egy időben több hang megszólaltatására képes) hangszerek csak egy kulcsot használnak. Ez legtöbbször violinkulcs (például a xilofon vagy a cseleszta), ritkábban basszuskulcs (például az üstdob). Más többszólamú hangszerek kottája egyszerre két különböző kulcsot (általában egy violin- és egy basszuskulcsot) két külön ötvonalas rendszerben, párhuzamosan kombinál (például a zongora vagy a csembaló). Sőt az orgona esetében háromsoros, leggyakrabban egy violin- és két basszuskulcs jelölte notációt alkalmaznak (egy-egy kéz, és a pedálok).
Kórusművek lejegyzésekor a kórus összetételétől függően vagy csak violinkulcsot (gyermekkar, nőikar) vagy violin- és basszuskulcsot használnak (férfikar, vegyeskar; a férfi tenorszólam is violinkulcsban van, de egy oktávval lejjebb szól.)
Több hangszer, vagy hangszerek és énekhangok együttes alkalmazásakor a zenét az egyes hangszereknek és énekhangoknak megfelelő külön-külön kulcsokkal, elvben bármely számú párhuzamos ötvonalas sorban jegyzik le, ez a partitúra, régebbi nevén vezérkönyv. A zeneszerzők és karmesterek számára a különféle kulcsokkal ellátott sorok egyidejű olvasása – beleértve a transzponáló hangszerek szólamait is – alapkövetelmény.

### Kulcsváltás
A nagyobb hangterjedelmű hangszerek szólamai szükség esetén kulcsot váltanak. Ennek praktikus okai vannak: kulcsváltás nélkül a számos pótvonal megnehezítené a kottaolvasást, és sok helyet foglalna el az egyéb notációs jelek elől. Ez egy- és többszólamú hangszerek esetében is előfordul.
Például csellón a C-a2 közötti hangok játszhatók (ha eltekintünk a nyugati hangrendszeren kívüli hangoktól, illetve az üveghangoktól), ez összesen 45 különböző hang, amely három kulccsal: basszus-, tenor- és violinkulccsal – a legfelső egy, illetve a legalsó három hang kivételével – pótvonal nélkül lejegyezhető.
Billentyűs hangszerekre, főként zongorára írt művekben előfordul, hogy mindkét kéz huzamosabb ideig a hangszer felsőbb vagy alsóbb hangtartományait („regisztereit”) szólaltja meg, ilyenkor mind a jobb, mind a bal kéz szólama csak violin- vagy csak basszuskulcsban van lejegyezve. Ha a jobb kéz eleve basszuskulcsban indul, akkor is először a violinkulcsot írják ki mint a jobb kéz szólamának sztenderd kulcsát, majd közvetlenül utána egy kisebb basszuskulcs következik; bal kéz és violinkulcs esetében értelemszerűen fordítva.

## Történetük

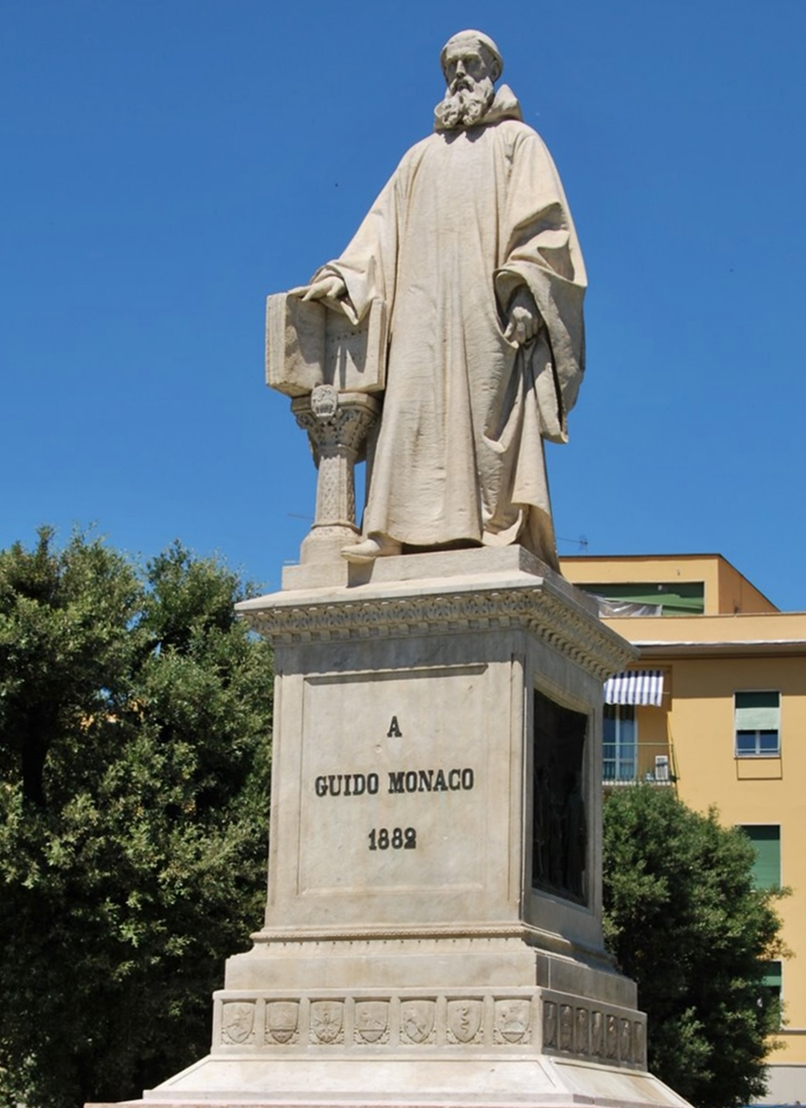
Arezzói Guidó szobra Arezzóban

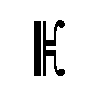
A c-kulcs e régies jelölését néhányan (kézírásban) még ma is alkalmazzák

Hosszú ideig így jelölték a basszuskulcsot

A gregorián ének lejegyzésében kezdtek először betűket használni egyes kitüntetett hangok azonosítására a vonalrendszeren. Értelemszerűen az adott hangnak megfelelő vonalra a hang betűjelét írták ki, gyakran kettőt-hármat is, távolságuk egymástól leggyakrabban kvint, (ritkán) kvart, kvint-kvart illetve kvint-kvint volt.
A kulcsbetűk szisztematikus és állandó elrendezését Arezzói Guidó (vagy Guido Monaco vagy Guido Aretinus, 991-992 körül – 1033-1050 között) itáliai bencés szerzetes – többek között a terctávolságú vonalrendszer, a szolmizáció és mai zenei módosítójelek korai változatainak megalkotója - vezette be 1025 körül. Guidó a C és F hangnevek betűit egyidejűleg a vonalrendszer legelejére állította. A C által jelölt vonalat sárgával, az F-ét vörössel húzta meg, ezek még a kulcsnál is erősebb, folyamatos vizuális segítséget adtak kottaolvasáskor. A kitüntetett vonalak színezése évszázadokig megmaradt, és csak a XVI. században tűnt el teljesen.
Latinul a betűjeleket litterae (betűk), később pedig claves (kulcsok) néven illették. Nagyjából a XIII. századra egy szólamon belül már csak egy kulcsot használtak, és a különféle hangokat jelölő kulcsok száma háromra csökkent: csak a g, c és f hangokat jelölők maradtak meg, bár egyes más kulcsokat elvétve még alkalmaztak egészen a XVI. századig (Γ-kulcs vagy gamma-kulcs, dd-kulcs vagy egyszerűen d-kulcs). A betűk jelzése egyre stilizáltabb lett, mialatt – évezredes átalakulás során – eljutottak mai, az eredeti betűkkel már nehezen azonosítható formájukhoz.
A három fő kulcs együttes elnevezése a XVII. század elejére – ekkor már olaszul – chiavi naturale (természetes kulcsok) lett – magyarul gyakrabban normálkulcsoknak nevezzük őket –, szemben az addigra kialakult chiavettával (kis kulcs).
Ezzel párhuzamosan az addig uralkodó c- és f-kulcsok mellett a g-kulcs jelentősége egyre nagyobb lett, közülük a legnépszerűbbé vált violinkulcs először csak a magasabb fekvésű hangszerek (hegedű, fuvola) notációjában kerekedett felül, majd pedig a felsőbb vokális szólamok (szoprán, majd mezzoszoprán, később alt is) lejegyzésében is, először a szólamkottákban, majd a partitúrákban is.
A mélyebb szólamok lejegyzésére a basszuskulcs használata maradt továbbra is általános, mind a mai napig. A XIX. század elejére a violinkulcs lett a zongora jobbkéz-szólamának kulcsa is, az addig jellemző diszkantkulcs helyett. A század folyamán egyre szélesebb társadalmi rétegek számára elérhetővé váló zenetanulás, a zongorának és a hegedűnek a többi hangszerhez hasonlított jóval nagyobb népszerűsége és ismertsége, továbbá a kialakuló kórusmozgalmak miatt a c-kulcsok fokozatosan háttérbe szorultak, és a XX. században – a hivatásos muzsikusok körét kivéve – szinte ismeretlenné váltak.